# Павлина Панзова
Павлина Саздова Пройчева, по мъж Хаджипанзова или само Панзова (на македонска литературна норма: Павлина Саздо Пројчева (Хаџи Панзова)) е деятелка на българското просветно дело в Македония през XX век.

## Биография
Павлина Панзова е родена през 1895 година в град Велес, тогава в Османската империя, в заможно семейство. Жени се за представител от рода Хаджипанзови от същия град.
Участва в театралното дело в родния си град в първите десетилетия на XX век.
При освобождението на Вардарска Македония през 1941 година е активен участник в българската обществена дейност в града. Включва се в дейността на българското читалище „Райко Жинзифов“ и е негова председателка.